# Посухов (Мурованокуриловецкий район)
Посухов (укр. Посухів) — село на Украине, находится в Мурованокуриловецком районе Винницкой области.
Код КОАТУУ — 0522883604. Население по переписи 2001 года составляет 297 человек. Почтовый индекс — 23431. Телефонный код — 4356.
Занимает площадь 1,625 км².

## Адрес местного совета
23430, Винницкая область, Мурованокуриловецкий р-н, с. Курашевцы, ул. Ленина, 82